# Eberhardtia krempfii
Eberhardtia krempfii är en tvåhjärtbladig växtart som beskrevs av Paul Lecomte. Eberhardtia krempfii ingår i släktet Eberhardtia och familjen Sapotaceae. Inga underarter finns listade i Catalogue of Life.